# Vier-Stufen-Methode
Zum Vermitteln umfangreicher, noch nicht gelernter Tätigkeiten ist es sinnvoll, eine methodische, also planmäßige und schrittweise Form der Arbeitsunterweisung zu verwenden, wie sie die Vier-Stufen-Methode darstellt.

## Geschichte
Die Methode stammt aus dem im Zweiten Weltkrieg in den USA entwickelten „Training Within Industry“. Im Zuge der zunehmenden Fließfertigung wurde hier nach rationellen Lehrmethoden gesucht, mit deren Hilfe Arbeitern möglichst schnell und zuverlässig sich wiederholende Handgriffe beigebracht werden konnten. Insbesondere der Teil „Job Instruction“ (Mitarbeiterunterweisung) hat in Deutschland rasch Verbreitung gefunden. Dessen Kern ist die Vier-Stufen-Methode, die im Jahr 1951 Eingang in die REFA-Methodenlehre fand. In Deutschland wurde Mitte der 1970er Jahre die Leittextmethode als Weiterentwicklung der Vier-Stufen-Methode vom Bundesinstitut für Berufsbildung in die Berufsausbildung integriert.

## Voraussetzungen und Anwendung
Die Vier-Stufen-Methode ist geeignet, um berufsmotorische Tätigkeiten (manuelle Fertigkeiten, wie Gewinde bohren, Elektrokupplungen herstellen oder Teig rund wirken), begleitet durch sinnstiftende, theoretische Lerninhalte (DIN VDE 0100-Reihe, HACCP o. ä.), zu vermitteln. Sie ist rein praxisorientiert, um einfache Fertigkeiten zu erlangen. Die Vier-Stufen-Methode ist eine ausbilderzentrierte Methode im Gegensatz zu den auszubildendenzentrierten, handlungsorientierten Methoden, wie Planspiel oder Leittextmethode. Eine verwandte Methode ist die VENÜ (Vormachen, Erklären, Nachmachen, Üben), die bei der Ausbildung in der Bundeswehr häufig angewendet wird. Da der Schwerpunkt auf dem Vermitteln psycho-motorischer Lernziele liegt, erhält die Methode in handwerklichen Berufen (Elektriker, Tischler, Kfz-Mechatroniker usw.) und industriellen Berufen (Industriemechaniker usw.) ihre berufspädagogische Bedeutung. Für das Ausbilden von kaufmännischen Tätigkeiten, wie beispielsweise das Ausfüllen eines Überweisungsträgers oder einer Warenannahme, ist sie wenig geeignet, da hier kognitive Lernziele dominieren. Wissen kann nicht durch vormachen und nachmachen vermittelt werden.
Folgende Stufen sollen dabei eingehalten werden:
1. Stufe: Vorbereiten und erklären,
2. Stufe: Vormachen und erklären,
3. Stufe: Nachmachen und erklären lassen,
4. Stufe: Vertiefen durch fehlerfreies Üben.

Damit ist sie an das Vorliegen folgender Voraussetzungen gebunden:
1. Die zu erlernende Arbeit muss im Bereich manueller oder schemahafter Arbeiten liegen.
2. Die zu vermittelnde Arbeit muss auf einer Verbindung von Hand – Arbeitsmittel – Arbeitsobjekt beruhen.
3. Sie sollte kurzzyklisch mit einfach strukturierten Arbeitsabläufen sein.
4. Es muss sich um eine klar definierte Arbeit handeln, sprich die Arbeitsfolge muss festliegen, wiederholt werden, so dass ein automatisierter Ablauf der Bewegungen entstehen kann.

Der wesentliche Teil der Vier-Stufen-Methode vollzieht sich am Arbeitsplatz. Diese Methode ist geeignet, um manuelle Fertigkeiten und praktische Tätigkeiten (psycho-motorische Lernziele) einzuüben. Ziel ist eine Automatisierung von praktischen Tätigkeiten, die auch wegen Sicherheitsbestimmungen oder Hygienevorschriften keine Interpretationsspielräume für den Lernenden eröffnen. Sie soll Auszubildende (Schüler) zum selbständigen Anwenden verhelfen und kann als aktive Lehrmethode bezeichnet werden. Dennoch zählt sie zu den klassischen Unterweisungsmethoden, die durch Transfer in der vierten Stufe, z. B. andere Materialien (beim Gewindebohren erst Stahl und dann Aluminium) zur flexiblen Anwendung der Fertigkeiten führen kann.

## Beschreibung der Methode
Die Methode besteht aus den folgenden vier Stufen:
1. Vorbereiten der Auszubildenden durch den Ausbilder und erklären der angestrebten Lernziele: Der Ausbilder versucht, bei den Auszubildenden Interesse zu wecken, indem er die Tätigkeit und deren Bedeutung vorstellt. Er stellt das Material zur Verfügung und erklärt die Arbeitsmittel und die Werkzeuge. Auf Sicherheitsbestimmungen, Vorschriften, Gesetzesauszüge und Hygienevorschriften etc. weist er ebenfalls hin. Der Ausbilder ermittelt den Kenntnisstand und knüpft eventuell an vorhergehende Unterweisungen an. Die erste Stufe sollte durch eine mündliche Lernerfolgskontrolle (explizite Lernerfolgskontrolle) die kognitiven Feinlernziele sichern.
2. Vormachen und erklären des Ausbilders: Der Ausbilder zerlegt die Tätigkeit und erklärt dabei, was, wie und warum er dies tut. Gegebenenfalls kann er einige Schritte wiederholen und dabei die Kernpunkte hervorheben. Anschließend führt er den gesamten Arbeitsvorgang vor und ermutigt die Schüler zum Nachmachen.
3. Nachmachen und erklären lassen unter Anleitung: Die Schüler/Lehrlinge machen den Vorgang nach. Dabei sollen sie das Was, Wie und Warum nun selbst erklären (implizite Lernerfolgskontrolle). Fortschritte sollen vom Ausbilder sofort gelobt und Fehler umgehend korrigiert werden, damit sie in der vierten Stufe nicht eingeübt werden.
4. Vertiefen und erklären lassen durch fehlerfreies Üben: Bis zur Festigung kontrolliert der Ausbilder die Tätigkeit und lobt bei korrekter Ausführung der berufsmotorischen Tätigkeiten.

Da die aufgenommenen Informationen noch sehr frisch sind, sollte man dem Schüler/Lehrling Gelegenheit geben, die Unterweisung unmittelbar im Berichtsheft festzuhalten.
Ein anschließender Einsatz des Auszubildenden in Arbeitsbereichen, in denen die frisch erlernten Fertigkeiten Anwendung finden, steigert die Motivation und die betriebliche Umsetzung.
Die Methode sollte bei dem Verfolgen vorwiegend „kognitiver Feinlernziele“ nicht angewendet werden. Dazu gehören Unterweisungen wie Warenannahme, das Ausfüllen eines Überweisungsträgers oder Bestellscheines, Angebotsvergleiche usw. Wissensvermittlung kann man nicht vor- und nachmachen lassen.
Als Nachteil der „klassischen Vier-Stufen-Methode“ wird häufig die relative Passivität des Auszubildenden in Stufe 1 und Stufe 2 angesehen, die Aktivität geht dabei überwiegend vom Ausbilder aus. Bei der „modifizierten Vier-Stufen-Methode“ wird dieser Nachteil ausgeglichen und der Auszubildende wesentlich früher aktiv in den Vorgang einbezogen.